# Arnold Eucken
Arnold Eucken (ur. 3 lipca 1884 w Jenie, zm. 16 czerwca 1950 w Seebruck nad jeziorem Chiemsee) – niemiecki fizykochemik.
Był synem pisarza Rudolfa Euckena oraz bratem ekonomisty Waltera Euckena. Studia odbywał w Kilonii, Jenie i Berlinie. W 1906 r. uzyskał stopień doktora na podstawie rozprawy pt. Der stationäre Zustand zwischen polarisierten Wasserstoffelektroden, przygotowanej pod kierunkiem  Walthera Nernsta. Habilitował się w 1911 r. na podstawie pracy pt. Über die Temperaturabhängigkeit der Wärmeleitfähigkeit fester Nichtmetalle. W 1915 r. otrzymał stanowisko profesora zwyczajnego na wrocławskiej Königliche Technische Hochschule, zaś w 1930 r. został profesorem na Uniwersytecie w Getyndze jako następca Gustawa Tammanna. Na jego zaproszenie do Getyngi przyjechał w 1931 r. Edward Teller, który pracował tam z Jamesem Franckiem i Herthą Sponer. Współpracował też z Rudolfem Suhrmannem. Jednym z jego ostatnich doktorantów był Manfred Eigen, późniejszy laureat Nagrody Nobla w dziedzinie chemii.
Zajmował się chemią fizyczną i techniczną. Koncentrował się na cieple właściwym (pojemności cieplnej właściwej) przy niskich temperaturach, strukturą cieczy, elektrolitami, fizyce molekularnej, deuterze (wodorze ciężkim) i ciężkiej wodzie, kinetyką chemiczną, katalizą, inżynierią chemiczną oraz technologiami chemicznymi.
W 1929 r. został członkiem Akademii Nauk w Getyndze, a w 1932 r. członkiem Leopoldiny.
Dzieła:
- Grundriss der Physikalischen Chemie[1], Lipsk 1922 („Zarys chemii fizycznej”).
- Lehrbuch der Chemischen Physik[1], Lipsk 1930 („Słownik chemii fizycznej”).
- wraz z Rudolfem Suhrmannem, Physikalisch - Chemische Praktikumaufgaben, Lipsk 1928 („Fizykochemiczne zadania praktyczne”).

W 1931 r. ożenił się z Fritzi Brausewetter; mieli czworo dzieci.